# Base Cámara

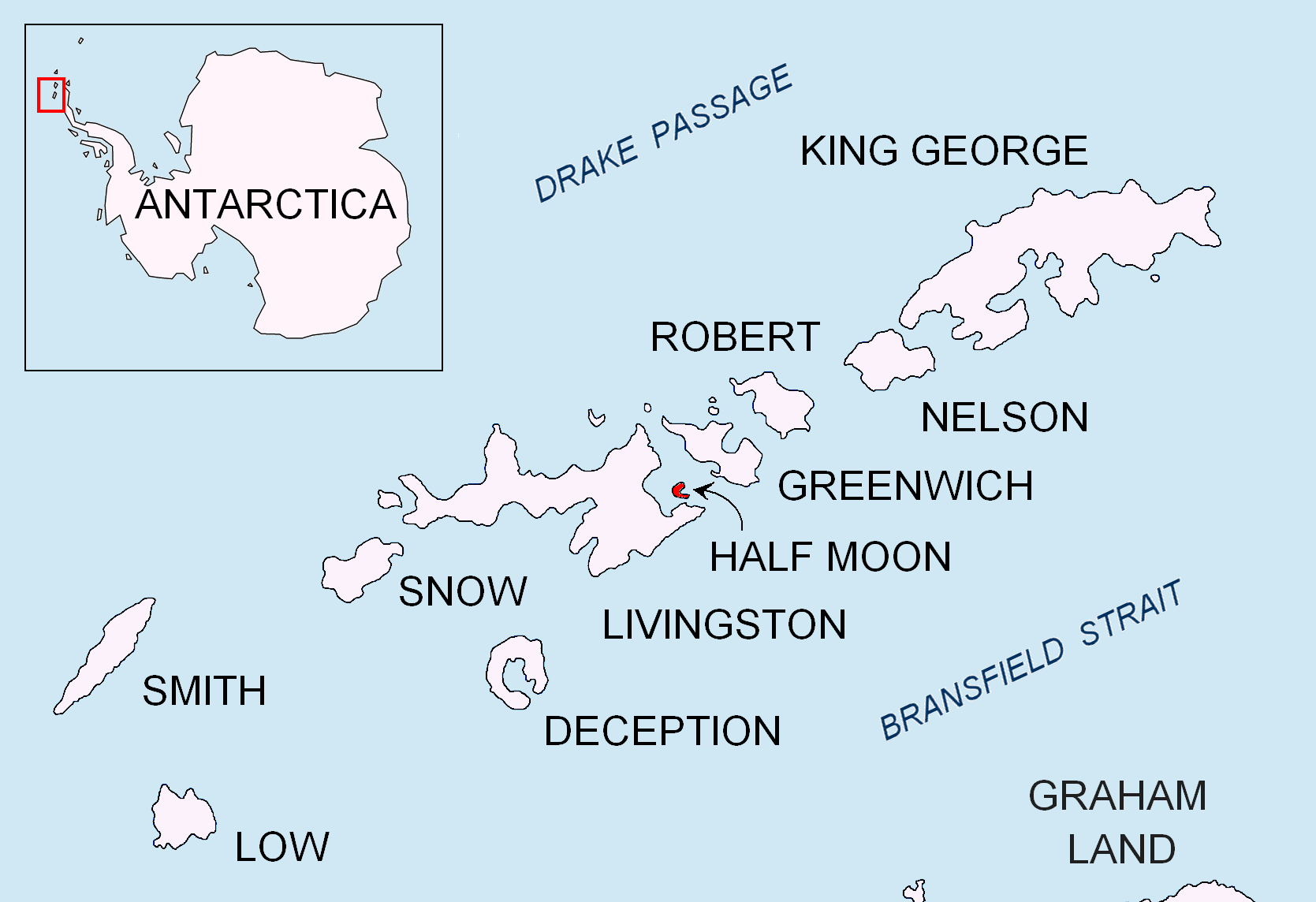
Localização da Ilha Meia Lua nas Ilhas Shetland do Sul.

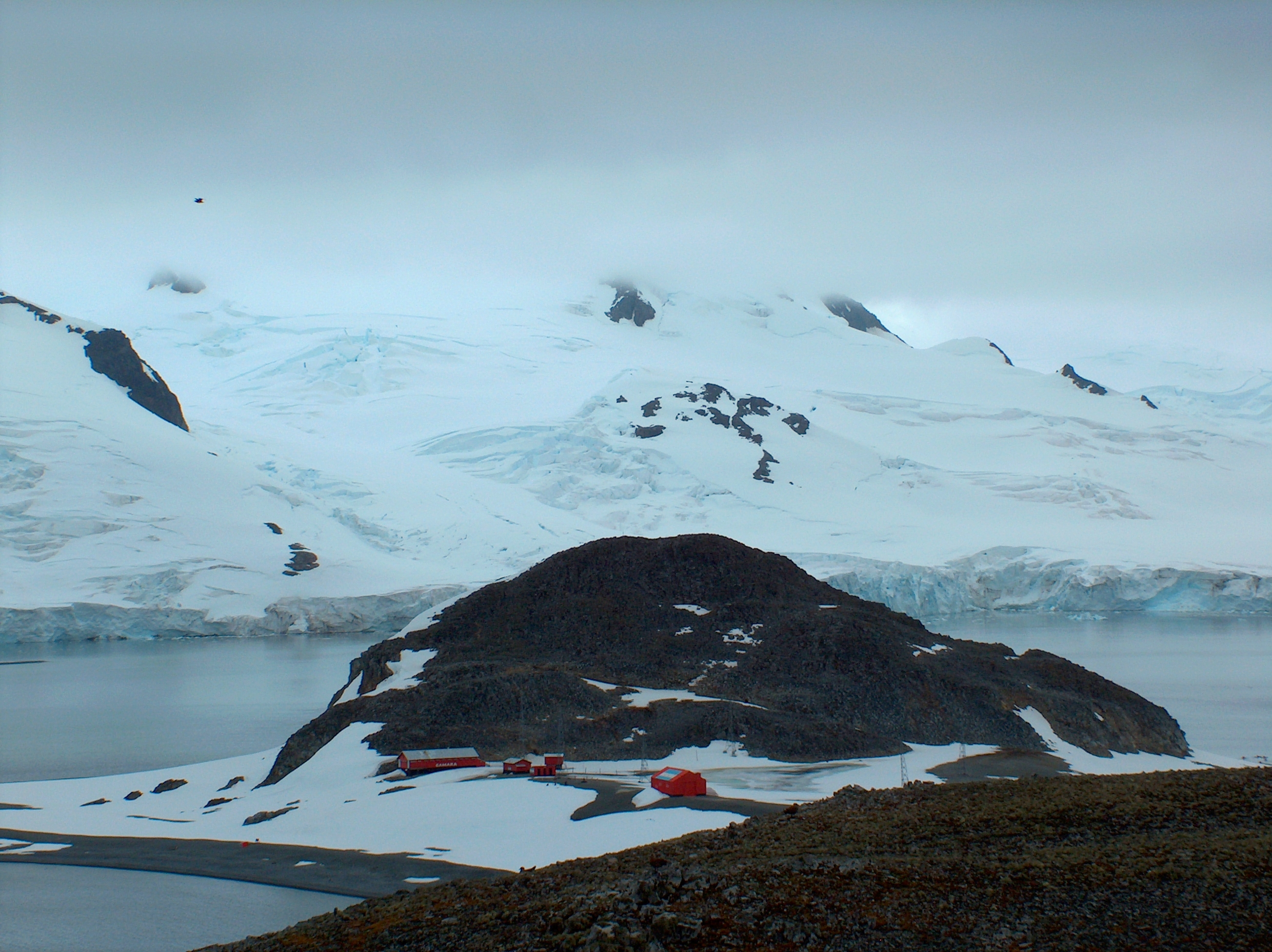
Base Cámara da Colina Xenia, Ilha Meia Lua (Ilhas Shetland do Sul).

A Base Cámara (62° 35′ 41″ S, 59° 55′ 08″ O) é uma estação sazonal operada pela Argentina aberta em 1953.  Situada na Ilha Meia Lua no Estreito McFarlane fora da costa leste da Ilha Livingston nas Ilhas Shetland do Sul, Antártica.
- L.L. Ivanov et al. Antarctica: Livingston Island and Greenwich Island, South Shetland Islands. Scale 1:100000 topographic map. Sofia: Antarctic Place-names Commission of Bulgaria, 2005.
- L.L. Ivanov. Antarctica: Livingston Island and Greenwich, Robert, Snow and Smith Islands. Scale 1:120000 topographic map.  Troyan: Manfred Wörner Foundation, 2009.  ISBN 978-954-92032-6-4